# Vidua funerea
Vidua funerea е вид птица от семейство Viduidae.

## Разпространение
Видът е разпространен в Ангола, Бурунди, Гвинея-Бисау, Замбия, Зимбабве, Камерун, Демократична република Конго, Република Конго, Малави, Мозамбик, Нигерия, Свазиленд, Танзания и Южна Африка.